# Gina Hathorn
Georgina Melissa Hathorn detta Gina (Andover, 6 luglio 1946) è un'ex sciatrice alpina britannica.

## Biografia
Sciatrice polivalente originaria di Longparish, Gina Hathorn debuttò in campo internazionale in occasione dello slalom speciale del Critérium de la première neige 1963, il 12 dicembre a Val-d'Isère (16ª); ai successivi IX Giochi olimpici invernali di Innsbruck 1964, suo esordio olimpico, si classificò 16ª nella discesa libera, 27ª nello slalom gigante e non completò lo slalom speciale. Al Critérium de la première neige di Val-d'Isère del 16-19 dicembre 1964 fu 3ª nella combinata e a quello del 1965 ottenne il medesimo piazzamento nello slalom speciale disputato il 16 dicembre; ai successivi Mondiali di Portillo 1966 si classificò 26ª nella discesa libera, 28ª nello slalom gigante, 20ª nello slalom speciale e 12ª nella combinata.
Esordì in Coppa del Mondo l'8 gennaio 1967 a Oberstaufen in slalom gigante (19ª) e pochi giorni dopo conquistò il suo unico podio nel circuito arrivando 2ª nello slalom speciale disputato il 10 gennaio 1967 a Grindelwald; l'anno dopo ai X Giochi olimpici invernali di Grenoble 1968 si classificò 15ª nella discesa libera, 26ª nello slalom gigante, 4ª nello slalom speciale e 7ª nella combinata, disputata in sede olimpica ma valida solo ai fini dei Mondiali 1968.
Ai Mondiali di Val Gardena 1970 si piazzò 14ª nella discesa libera, 20ª nello slalom gigante, 10ª nello slalom speciale e 7ª nella combinata mentre agli XI Giochi olimpici invernali di Sapporo 1972, sua ultima presenza olimpica, fu 25ª nella discesa libera, 14ª nello slalom gigante, 11ª nello slalom speciale e 6ª nella combinata, disputata in sede olimpica ma valida solo ai fini dei Mondiali 1972; si ritirò al termine di quella stessa stagione 1971-1972 e la sua ultima gara in carriera fu lo slalom speciale di Coppa del Mondo disputato il 3 marzo a Heavenly Valley, chiuso dalla Hathorn al 9º posto.

## Palmarès

### Coppa del Mondo
- Miglior piazzamento in classifica generale: 14ª nel 1967
- 1 podio (in slalom):
  - 1 secondo posto